# Club de Deportes Regional Atacama
Il Club de Deportes Regional Atacama è una società calcistica cilena, con sede a Copiapó.

## Storia
Fondato nel 1979, non ha mai vinto trofei nazionali. Scomparsa nel 1998, da sostituire da Deportes Copiapó.